# Кроази сир Андел
Кроази сир Андел (фр. Croisy-sur-Andelle) насеље је и општина у северној Француској у региону Горња Нормандија, у департману Приморска Сена која припада префектури Дјеп.
По подацима из 2011. године у општини је живело 523 становника, а густина насељености је износила 136,55 становника/km². Општина се простире на површини од 3,83 km². Налази се на средњој надморској висини од 72 метара (максималној 160 m, а минималној 53 m).

## Демографија
| 1962. | 1968. | 1975. | 1982. | 1990. | 1999. | 2011. |
| ----- | ----- | ----- | ----- | ----- | ----- | ----- |
| 301   | 308   | 283   | 358   | 438   | 525   | 523   |

График промене броја становника у току последњих година